# Bielefelder RSC
Der Bielefelder RSC (offiziell: Bielefelder Roll- und Schlittschuhclub e.V.) war ein Sportverein aus Bielefeld. Die Eishockeymannschaft spielte drei Jahre in der Regionalliga.

## Geschichte
Über das Gründungsdatum des Vereins ist nichts bekannt. Im Jahre 1976 stieg die Mannschaft in die Regionalliga Nord auf, wo die Bielefelder ohne Punktgewinn Tabellenletzter wurden. Nachdem der Berliner SC seine 1b-Mannschaft aus der Regionalliga West zurückzog verblieb der Bielefelder RSC in der vierten Liga und wechselten in die Weststaffel. Dort wurde die Mannschaft in der folgenden Saison 1977/78 zwar erneut Letzter, konnte aber immerhin zwei Spiele gewinnen. Ein Jahr später wurden die Bielefelder erneut ohne Punktgewinn Tabellenletzter. In 14 Spielen erreichte die sportlich nicht wettbewerbsfähige Mannschaft ein Torverhältnis von 8:305. Beim EHC Krefeld 78 unterlag der RSC vor 4.000 Zuschauern gar mit 0:48.
Am 31. März 1979 schloss sich eine Gruppe von Eiskunstläufern des Bielefelder RSC dem Verein Arminia Bielefeld an. Ob sich der Bielefelder RSC infolge dieses Wechsels auflöste oder erst zu einem späteren Zeitpunkt ist nicht bekannt. Der Bielefelder RSC ist nicht zu verwechseln mit den am 1. Februar 2014 gegründeten Rollsportclub Bielefeld.